# HIP 12961
Désignations
HIP 12961 ou Koeia est une étoile de type spectral M0V située à environ 75 années-lumière (23 pc) du Soleil dans la constellation de l'Éridan. Cette naine rouge est l'une des plus massives et des plus brillantes étoiles de type spectral M connues, avec respectivement 67 % et 10,1 % de la masse et de la luminosité du Soleil.
Une exoplanète a été détectée fin 2009 autour de cette étoile par la méthode des vitesses radiales ; elle est désignée par HIP 12961 b.